# Badharghat
Badharghat é uma vila no distrito de Tripura Ocidental, no estado indiano de Tripura.

## Demografia
Segundo o censo de 2001, Badharghat tinha uma população de 47 660 habitantes. Os indivíduos do sexo masculino constituem 51% da população e os do sexo feminino 49%. Badharghat tem uma taxa de literacia de 80%, superior à média nacional de 59,5%; com 53% para o sexo masculino e 47% para o sexo feminino. 9% da população está abaixo dos 6 anos de idade.